# Държавна агенция за бежанците
Държавната агенция за бежанците при Министерския съвет на България (ДАБ-МС) е юридическо лице на бюджетна издръжка със седалище София и с териториални поделения в страната. Функциите на Държавна агенция за бежанците са свързани с приема, настаняването и провеждане на производство за произнасяне по подадени молби от чужденци (граждани на трети страни) за международна закрила на чужденци. В изпълнение на функционалните си задължения ДАБ-МС сътрудничи с всички институции, имащи отношение към профила на лицата в процедура.
Държавната агенция за бежанците при Министерския съвет е агенция със специална компетентност в областта на прилагането на държавната политика за предоставяне на международна закрила в Република България. Агенцията прилага стандартите за прием, настаняване и провежда производство за предоставяне на статут на гражданите на трети страни, търсещи международна закрила, като прилага международни актове в областта на бежанското право и националното законодателство. По отношение на гражданите на трети страни в процедура за предоставяне на международна закрила се изпълняват и комплекс от мерки за културна и социална адаптация. Използват се инструменти за ефективен и персонален подход към специалните потребности на търсещите закрила и особено на уязвимите лица, в рамките на приема и процедурата. ДАБ при МС участва активно в работата на националните органи, компетентни по въпросите на миграцията и сигурността. 
Агенцията се ръководи от председател, който ръководи, координира и контролира провеждането на държавната политика във връзка с предоставянето на международна закрила, която включва статут на бежанец и хуманитарен статут на чужденци в Република България. При изпълнение на своята дейност председателят се подпомага от двама заместник-председатели. Общата численост на персонала на агенцията е 401 щатни бройки.

## История
На 1 ноември 1992 г. е създадено Национално бюро за териториалното убежище и бежанците при Министерския съвет.
На 9 май 1997 г. е решено да бъде създаден на Регистрационно-приемателен център за бежанци в с. Баня.
През 1999 г. е създадена Агенция за бежанците при Министерския съвет.
На 14 май 2001 г. е са открити Регистрационно-приемателен център за бежанци и Интеграционен център за бежанци в София, район „Овча купел“.
През май 2008 г. е открит Транзитен център в с. Пъстрогор.

## Ръководство
От 05 юни 2025 г. председател на Държавната агенция за бежанците при Министерския съвет е Иван Иванов, а заместник-председатели са Никола Казаков и Янита Манолова.

### Председатели
•  Мариана Тошева – от 23 март 2022 г. до 04 юни 2025 г.
- Петя Първанова – от 17 март 2016 г. до 23 март 2022 г.
- Николай Чирпанлиев – октомври 2013 г. – 29 декември 2014 г.
- Никола Казаков – 2010 г. – октомври 2013 г.; от януари 2015 г. – 22 февруари 2016 г.[5]
- Светослав Мичев 2006 г. – 2010 г.
- Бойко Антонов 1999 г. – 2006 г.
- Иван Николов 1993 г. – 1999 г.

## Устройство
Агенцията има четири териториални поделения:
- Регистрационно-приемателен център – с. Баня, община Нова Загора;
- Регистрационно-приемателен център – София има 3 отдела: ПМЗ ОВЧА КУПЕЛ, ПМЗ ВОЕННА РАМПА, ПМЗ ВРАЖДЕБНА; ПЗТ БУСМАНЦИ
- Регистрационно-приемателен център – Харманли
- Транзитен център – с. Пъстрогор, община Свиленград;

Регистрационно-приемателните центрове са териториални поделения на агенцията за регистрация, настаняване, медицинско изследване, социално и медицинско подпомагане и провеждане на производство за определяне на държавата, компетентна за разглеждане на молбата за предоставяне на статут, и на производство за предоставяне на статут на чужденци; за настаняване на чужденци, подали молба за убежище.
Транзитният център е териториално поделение на агенцията за регистрация, настаняване, медицинско изследване и провеждане на производство за определяне на държавата, компетентна за разглеждане на молбата за предоставяне на статут, и на ускорено производство за чужденци, търсещи закрила.